# قانون غوستافسون

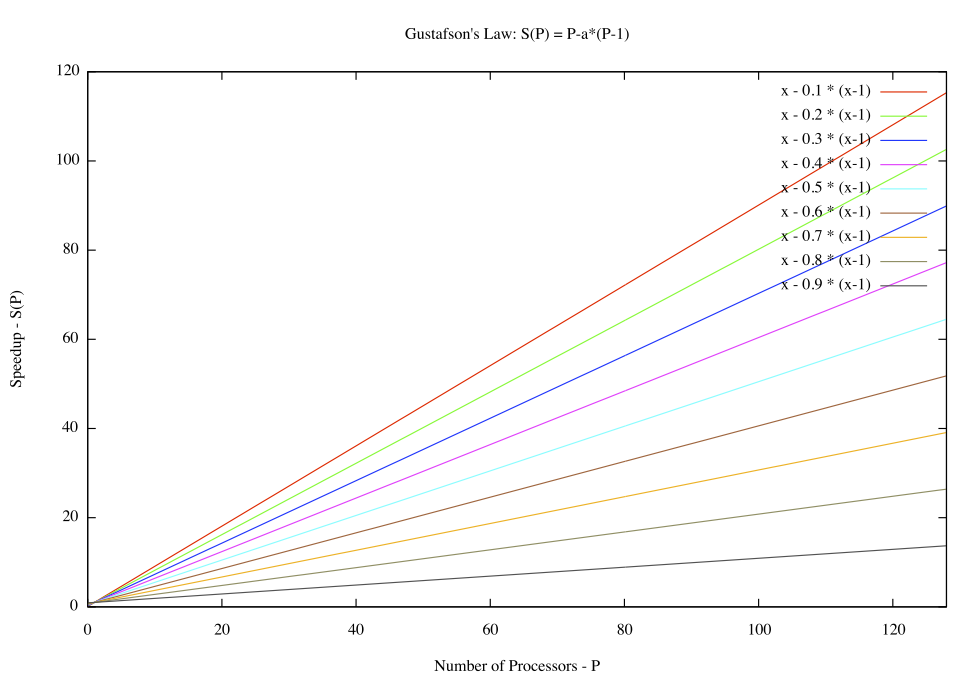

قانون غوستافسون (المعروف أيضا باسم القانون غوستافسون - برسيس) هو قانون في علوم الحاسب الآلي. ينص القانون انه يمكن ان المسائل بمجموعات بيانات كبيرة ومتكررة يمكن موازاتها بكفاءة. قانون غوستافسون يتناقض أمدال القانون، الذي يصف حد للتسريع الناتج عن عملية موازاة. كان أول من وصف القانون جون غوستافسون وزميله إدوين برسيس 
{\displaystyle S(P)=P-\alpha \cdot (P-1)}.
حيث يمثل P هو عدد المعالجات، S كمية التسريع ، {\displaystyle \alpha } الجزء غير المتوازي.
قانون غوستافسون يعالج أوجه القصور في قانون أمدال، الذي لا يتماشى مع وفرة القدرة الحاسوبية بزيادة عدد الآلات. ويقترح قانون غوستافسون أن على المبرمجين تعيين حجم المشاكل لحلها باستخدام المعدات المتاحة خلال فترة زمنية ثابتة تكون عملية. لذلك ، إذا وجدت معدات متاحة أسرع (أكثر توازيا)، يمكن حل المشاكل الأكبر في نفس الوقت.
يرتكز قانون أمدال على كمية العمل أو حجم ثابت لمشكل. ما يفيد أن الجزء المتسلسل من البرنامج لا يخضع لحجم الحاسوب (أو عدد المعالجات). في حين أن الجزء المتوازي يوزع على عدة معالجات.

## وصلات خارجية
- Reevaluating Amdahl's Law and Gustafson's Law, Yuan Shi, October 1996. Unpublished monograph.